# Redouane Jiyed
Redouane Jiyed (Arabisch: رضوان جيد, Riḍwān Ǧayyid (Agadir, 9 april 1979) is een Marokkaans voetbalscheidsrechter. Hij is in dienst van de CAF en de FIFA sinds 2009.
Op 9 juni 2012 leidde hij zijn eerste interland, toen Kaapverdië met 1–2 verloor van Tunesië. Odaïr Fortes scoorde voor de thuisploeg, maar door doelpunten van Saber Khalifa en Issam Jemâa won Tunesië de wedstrijd. Tijdens dit duel toonde Jiyed viermaal een gele prent. In 2017 werd hij door de CAF gekozen als scheidsrechter op het eindtoernooi voor de Afrika Cup.
In mei 2022 werd hij gekozen als een van de videoscheidsrechters die actief zouden zijn op het WK 2022 in Qatar.

## Interlands
| Datum             | Plaats                         | Wedstrijd                              | Uitslag            | Competitie           | Kreeg geel | Kreeg voor de tweede keer geel en dus rood | Weggestuurd |
| ----------------- | ------------------------------ | -------------------------------------- | ------------------ | -------------------- | ---------- | ------------------------------------------ | ----------- |
| 9 juni 2012       | Praia, Kaapverdië              | Kaapverdië – Tunesië                   | 1 – 2              | WK 2014 kwalificatie | 4          | 0                                          | 0           |
| 24 maart 2013     | Addis Abeba, Ethiopië          | Ethiopië – Botswana                    | 1 – 0              | WK 2014 kwalificatie | 3          | 0                                          | 0           |
| 15 juni 2013      | Kampala, Oeganda               | Oeganda – Angola                       | 2 – 1              | WK 2014 kwalificatie | 8          | 0                                          | 1           |
| 17 januari 2014   | Bloemfontein, Zuid-Afrika      | Ghana – Libanon                        | 1 – 1              | Vriendschappelijk    | 7          | 0                                          | 0           |
| 5 september 2014  | Casablanca, Marokko            | Guinee – Togo                          | 2 – 1              | AK 2015 kwalificatie | 0          | 0                                          | 0           |
| 19 november 2014  | Addis Abeba, Ethiopië          | Ethiopië – Malawi                      | 0 – 0              | AK 2015 kwalificatie | 0          | 0                                          | 0           |
| 12 november 2015  | Windhoek, Namibië              | Namibië – Guinee                       | 0 – 1              | WK 2018 kwalificatie | 2          | 1                                          | 0           |
| 8 oktober 2016    | Ouagadougou, Burkina Faso      | Burkina Faso – Zuid-Afrika             | 1 – 1              | WK 2018 kwalificatie | 6          | 0                                          | 0           |
| 19 januari 2017   | Franceville, Gabon             | Senegal – Zimbabwe                     | 2 – 0              | AK 2017              | 3          | 0                                          | 0           |
| 10 juni 2017      | Dakar, Senegal                 | Senegal – Equatoriaal-Guinea           | 3 – 0              | AK 2019 kwalificatie | 4          | 0                                          | 0           |
| 31 augustus 2017  | Agadir, Marokko                | Togo – Niger                           | 2 – 0              | Vriendschappelijk    | 0          | 0                                          | 0           |
| 5 september 2017  | Brazzaville, Congo-Brazzaville | Congo-Brazzaville – Ghana              | 1 – 5              | WK 2018 kwalificatie | 3          | 0                                          | 0           |
| 11 november 2017  | Ndola, Zambia                  | Zambia – Kameroen                      | 2 – 2              | WK 2018 kwalificatie | 2          | 0                                          | 0           |
| 27 maart 2018     | Marrakesh, Marokko             | Kenia – Centraal-Afrikaanse Republiek  | 2 – 3              | Vriendschappelijk    | 2          | 0                                          | 1           |
| 9 september 2018  | Juba, Zuid-Soedan              | Zuid-Soedan – Mali                     | 0 – 3              | AK 2019 kwalificatie | 5          | 0                                          | 0           |
| 13 oktober 2018   | Kinshasa, Congo-Kinshasa       | Congo-Kinshasa – Zimbabwe              | 1 – 2              | AK 2019 kwalificatie | 1          | 0                                          | 1           |
| 18 november 2018  | Conakry, Guinee                | Guinee – Ivoorkust                     | 1 – 1              | AK 2019 kwalificatie | 5          | 0                                          | 0           |
| 22 juni 2019      | Caïro, Egypte                  | Congo-Kinshasa – Oeganda               | 0 – 2              | AK 2019              | 3          | 0                                          | 0           |
| 2 juli 2019       | Ismaïlia, Egypte               | Angola – Mali                          | 0 – 1              | AK 2019              | 4          | 0                                          | 0           |
| 10 juli 2019      | Caïro, Egypte                  | Nigeria – Zuid-Afrika                  | 2 – 1              | AK 2019              | 5          | 0                                          | 0           |
| 9 oktober 2020    | El Jadida, Marokko             | Burkina Faso – Congo-Kinshasa          | 3 – 0              | Vriendschappelijk    | 2          | 0                                          | 0           |
| 27 maart 2021     | Porto-Novo, Benin              | Benin – Nigeria                        | 0 – 1              | AK 2021 kwalificatie | 3          | 0                                          | 0           |
| 3 september 2021  | Cape Coast, Ghana              | Ghana – Ethiopië                       | 1 – 0              | WK 2022 kwalificatie | 3          | 0                                          | 0           |
| 12 januari 2022   | Douala, Kameroen               | Equatoriaal-Guinea – Ivoorkust         | 2 – 0              | AK 2021              | 2          | 0                                          | 0           |
| 23 januari 2022   | Limbe, Kameroen                | Burkina Faso – Gabon                   | 1 – 1 (7 – 6 n.s.) | AK 2021              | 13         | 1                                          | 0           |
| 5 februari 2022   | Yaoundé, Kameroen              | Burkina Faso – Kameroen                | 3 – 3 (3 – 5 n.s.) | AK 2021              | 6          | 0                                          | 0           |
| 25 maart 2022     | Kumasi, Ghana                  | Ghana – Nigeria                        | 0 – 0              | WK 2022 kwalificatie | 2          | 0                                          | 0           |
| 24 september 2022 | Mohammedia, Marokko            | Madagaskar – Congo-Brazzaville         | 3 – 3              | Vriendschappelijk    | 0          | 0                                          | 0           |
| 24 maart 2023     | Yaoundé, Kameroen              | Kameroen – Nigeria                     | 1 – 1              | AK 2023 kwalificatie | 5          | 0                                          | 0           |
| 17 juni 2023      | Douala, Kameroen               | Centraal-Afrikaanse Republiek – Angola | 1 – 2              | AK 2023 kwalificatie | 5          | 0                                          | 1           |
| 14 oktober 2023   | Mohammedia, Marokko            | Niger – Somalië                        | 3 – 0              | Vriendschappelijk    | 0          | 0                                          | 0           |
| 17 oktober 2023   | Casablanca, Marokko            | Madagaskar – Benin                     | 2 – 1              | Vriendschappelijk    | 0          | 0                                          | 0           |
| 15 januari 2024   | Yamoussoukro, Ivoorkust        | Senegal – Gambia                       | 3 – 0              | AK 2023              | 2          | 0                                          | 1           |
| 27 januari 2024   | Abidjan, Ivoorkust             | Nigeria – Kameroen                     | 2 – 0              | AK 2023              | 4          | 0                                          | 0           |
| 26 maart 2024     | Berrechid, Marokko             | Burkina Faso – Niger                   | 1 – 1              | Vriendschappelijk    | 0          | 0                                          | 0           |

Laatst bijgewerkt op 27 november 2024.